# Gabriela Świtek
Gabriela Barbara Świtek – polska historyk, dr hab. nauk humanistycznych, adiunkt Instytutu Historii Sztuki Wydziału Nauk o Kulturze i Sztuce Uniwersytetu Warszawskiego.

## Życiorys
W 1992 ukończyła studia historii sztuki na Uniwersytecie Warszawskim, w 1999 obroniła pracę doktorską Fragment as a Paradigm of Modernity: The Philosophical Foundations of the Concept and Its Mainfestations in Early Modern Art, 27 września 2013 habilitowała się na podstawie pracy zatytułowanej Gry sztuki z architekturą. Nowoczesne powinowactwa i współczesne integracje. Została zatrudniona na stanowisku adiunkta w Instytucie Historii Sztuki na Wydziale Nauk o Kulturze i Sztuce Uniwersytetu Warszawskiego.
Jest członkiem Komitetu Nauk o Sztuce PAN, oraz Rady Dyscypliny Naukowej - Nauk o Sztuce Uniwersytetu Warszawskiego.